# Isamaaliit
Die Vaterlandsunion (estnisch: Erakond Isamaaliit, kurz: IL) war eine konservativ ausgerichtete politische Partei in Estland.

## Geschichte
Vorläufer der Vaterlandsunion war die Rahvuslik Koonderakond „Isamaa“ (Nationale Koalitionspartei „Vaterland“), ein Zusammenschluss vierer christdemokratischer und konservativer Parteien, die hauptsächlich von Dissidenten und Widerständlern gegen die sowjetische Herrschaft in Estland geprägt waren.
Bei der Parlamentswahl 1992 erreichte sie 22,0 % der Stimmen und 28 der 101 Sitze, woraufhin ihr Spitzenkandidat Mart Laar Ministerpräsident wurde. 1994 sprach ihm das Parlament jedoch das Misstrauen aus und er wurde durch den Sozialdemokraten Andres Tarand abgelöst. Der Koalitionspartei schloss sich 1995 die Eesti Rahvusliku Sõltumatuse Partei (Estnische Nationale Unabhängigkeitspartei) an, die im Parlament über 10 Sitze verfügte. Die Vaterlandsunion wurde gegründet, ihr erster Vorsitzender war Toivo Jürgenson.
Bei der Wahl 1995 fiel die IL auf 7,9 % und 8 Mandate zurück. 1998 übernahm Mart Laar wieder den Vorsitz und bei den Wahlen 1999 war die Vaterlandsunion auch wieder mit 16,1 % und 18 Sitzen erfolgreich. Laar wurde zum zweiten Mal Ministerpräsident bis zu seinem Rücktritt von Partei- und Regierungsamt 2002. Neuer Parteivorsitzender wurde Tunne Kelam, während Siim Kallas von der Reformpartei die Regierung übernahm.
Bei der Parlamentswahl 2003 verlor die Isamaaliit erneut deutlich, vor allem zu Gunsten der Res Publica. Sie konnte nur noch 7,3 % der Stimmen und 7 Sitze erringen. Der letzte Parteivorsitzende Tõnis Lukas, der das Amt 2005 übernahm, führte die Partei in die Fusion mit Res Publica. Aus der Fusion entstand die neue Partei Pro-Patria- und Res-Publica-Union. Am 4. Juni 2006 hörte die Partei auf zu existieren.